# Heterometrus cimrmani
Espèce
Heterometrus cimrmani est une espèce de scorpions de la famille des Scorpionidae.

## Distribution
Cette espèce se rencontre en Thaïlande dans les provinces de Trang, de Nakhon Si Thammarat et de Narathiwat et en Malaisie dans les Langkawi.

## Description
Le mâle holotype mesure 111,3 mm et la femelle paratype 98 mm.
Le mâle décrit par Kawai, Unnahachote, Suttisatid et Tang en 2023 mesure 96,1 mm et la femelle 102,2 mm.

## Systématique et taxinomie
Cette espèce a été décrite par Kovařík en 2004. Elle est placée en synonymie avec Heterometrus laevigatus par Prendini et Loria en 2020. Elle est relevée de synonymie par Kawai, Unnahachote, Suttisatid et Tang en 2023.

## Étymologie
Cette espèce est nommée en l'honneur de Jára Cimrman.

## Publication originale
- Kovařík, 2004 : « A review of the genus Heterometrus Ehrenberg, 1828, with descriptions of seven new species (Scorpiones, Scorpionidae). » Euscorpius, no 15, p. 1-60 (texte intégral).